# ゆげみわこ
ゆげ みわこは、日本の女性シンガーソングライター。岩手県久慈市出身。

## 来歴
大学在学中より5年間、歌のお姉さんとして各地でのファミリーコンサートに参加。
池袋ミュージカル学院（20期）を卒業。
2005年よりソロ活動を開始し、1stシングル「海になりたい」は「終戦六十周年記念靖国神社境内野外劇」として2005年8月に上演された『同期の桜』の劇中歌として採用される。
2007年から約1年半、岩手からの全国発信を目的としたユニット『紅音』の一員としてメジャーデビューし、CDシングル2枚を発表。
2008年に再起動を果たした『せんせいしょん（元｢姫神せんせいしょん」）』の再起動アルバム「桃源郷」にコーラスメンバーとして参加。
東京・大阪や地元久慈市でのライブを中心に、2013年には初のCDアルバムを発表。
その声は出身地の岩手県久慈市の名産品にちなみ「琥珀ボイス」と呼ばれており、ポップス・ブルース・民謡・童謡・クラシックなどそのレパートリーは多岐にわたる。
- 2005年9月2日：インディーズレーベルよりデビューシングル「海になりたい[6]」リリース。
- 2007年：山田尚史・柴田晃一とともに『紅音(あかね)』を結成。
- 2007年8月22日：紅音1stシングル『姫風[7]』リリース。
- 2008年3月19日：紅音2ndシングル『碧空／桜舞[8]』リリース。
- 2013年7月26日：MIDI Creative[9]より『こはくうたひ。[10]』リリース。（増渕英紀プロデュース[11]）
- 2016年11月2日：FUTUTUKA RECORDS より『うたひあそび。[12]』リリース。朝崎郁恵などの豪華ゲストが参加。増渕英紀プロデュース。
- 2017年 第29回ミュージックペンクラブ音楽賞[13]ポピュラー部門にて、新人賞を受賞。

## ディスコグラフィ

### シングル

#### インディーズレーベル（Mind Games Music）
|     | リリース     | タイトル     | 規格   | 規格品番   |
| 1st | 2005年9月2日 | 海になりたい | 12cmCD | MGCP-10006 |

#### 紅音
|     | リリース      | タイトル   | 規格   | 規格品番  |
| 1st | 2007年8月22日 | 姫風       | 12cmCD | YZKZ00001 |
| 2nd | 2008年3月19日 | 碧空／桜舞 | 12cmCD | YZKZ00002 |

### アルバム

#### MIDI Creative
|     | リリース      | タイトル       | 規格   | 規格品番  |
| 1st | 2013年7月26日 | こはくうたひ。 | 12cmCD | CXCA-1299 |

#### FUTUTUKA RECORD
|     | リリース      | タイトル       | 規格   | 規格品番     |
| 1st | 2016年11月2日 | うたひあそび。 | 12cmCD | FUTUTUKA-001 |